# Tessaria
Tessaria là một chi thực vật có hoa trong họ Cúc (Asteraceae).

## Loài
Chi Tessaria gồm các loài: